# محمد شعباني
محمد شعباني (4 سبتمبر 1934 في أوماش، بسكرة - 3 سبتمبر 1964) كان عسكري ومجاهد أثناء الثورة الجزائرية برتبة عقيد.
بعد التعليم الابتدائي في بسكرة، انتقل إلى قسنطينة عام 1952 للدراسة في معهد الشيخ بن باديس. وهناك اكتشف الالتزام السياسي وأهمية الكفاح المسلح من خلال صحف جمعية العلماء المسلمين الجزائريين.
- شارك في أولى العمليات عند اندلاع الثورة ثم أصبح كاتبا مساعدا لسي الحواس في منطقة الصحراء.
- ترقى إلى رتبة ملازم، وفي أفريل 1958 أصبح ضابط أول سياسي، وسنة 1959 عين على رأس المنطقة الثالثة من الولاية السادسة.
- بعد استشهاد العقيد سي الحواس خلفه على رأس الولاية السادسة. اشتهر بكونه أصغر عقيد في العالم.[1]
- كان له دور في توسيع العمليات العسكرية في الجنوب الكبير خاصة بعد اكتشاف البترول وسعي فرنسا إلى سياسة فصل الصحراء.

## وفاته
في يوم 3 سبتمبر 1964 تم إعدام محمد شعباني بأمر من الرئيس السابق أحمد بن بلة بتهمة محاولة التمرد على السلطة وزرع الفتنة في صفوف الجيش الجزائري. وكان رئيس المحكمة الثورية في عهد بن بلة محمود زرطال هو الذي نطق بحكم الإعدام، وتم إعدامه في مدينة وهران.

## وصلات خارجية
- محمد شعباني إلى جانب أحمد بن بلة من موقع يوتيوب